# (758) Mancunia
(758) Mancunia és un asteroide que forma part del cinturó d'asteroides i va ser descobert el 18 de maig de 1912 per Harry Edwin Wood des de l'observatori Unió de Johannesburg, República Sudafricana.
Inicialment va rebre la designació de 1912 PE. Posteriorment es va anomenar pel nom en llatí de la ciutat anglesa de Manchester.
Mancunia orbita a una distància mitjana del Sol de 3,188 ua, podent acostar-s'hi fins a 2,705 ua. La seva excentricitat és 0,1514 i la inclinació orbital 5,611°. Empra 2079 dies a completar una òrbita al voltant del Sol.